# Eisenbahnunfall von Rednal
Bei dem Eisenbahnunfall von Rednal entgleiste am 7. Juni 1865 ein Zug bei zu geringer Bremskraft in einer ungenügend gesicherten Baustelle vor dem Bahnhof Rednal.
13 Menschen starben.

## Ausgangslage
Die Bahnstrecke Shrewsbury–Chester, die damals von der Great Western Railway betrieben wurde, verläuft zwischen Whittington und Rednal in einem Gefälle. Hier wurden die Schienen von einem Bautrupp ausgetauscht. Bis zum 7. Juni 1865 hatten sie sich schon 600 Meter vom Bahnhof Rednal aus vorgearbeitet. Sie tauschten ein 7–8 Meter langes Schienenstück nach dem anderen aus und stopften das Gleis anschließend, während die Strecke weiter befahren wurde. Um die Baustelle zu sichern, hatte ein Arbeiter am Beginn des Gefälles, mehr als einen Kilometer vor der Baustelle eine grüne Signalflagge auf einer vier Meter hohen Stange neben das Gleis gesteckt. Knallkapseln, die zur Verfügung gestanden hätten, wurden nicht verwendet.
Auf der Strecke war an diesem Tag ein Ausflugszug von London nach Manchester und Liverpool auf seiner Rückfahrt nach London unterwegs, der dabei die Strecke von Chester nach Shrewsbury befuhr. Der Zug war sehr lang und damit schwer: Außer der regulären Lokomotive (Nr. 72) war ihm noch eine Vorspannlokomotive (Nr. 5) mitgegeben worden. Beide Dampflokomotiven führten je einem Schlepptender mit, die mit Bremsen ausgestattet waren. Es folgten 32 Personenwagen ohne Bremsen und nur 2 Bremswagen, einer davon war an zehnter Stelle im Zug eingereiht, der zweite lief ursprünglich am Zugschluss. Vier weitere Wagen waren allerdings unterwegs an ihn angehängt worden.

## Unfallhergang
Als der Zug hinter Whittington in das Gefälle fuhr, nahm das Lokomotivpersonal der vorderen Lokomotive die grüne Signalflagge nicht wahr. Der Lokomotivführer der zweiten Lokomotive sah sie, nahm den Dampf weg und zog die Bremse am Tender an. Außerdem gab er Pfeifsignale, um das Personal der vorderen Lok aufmerksam zu machen. Es blieb in der Untersuchung unklar, ob die Pfeifsignale auf der vorderen Lok als Warnung wahrgenommen wurden, da der Lokomotivführer der führenden Lok kurz nach dem Unfall seinen dabei erlittenen Verletzungen erlag. Erst als er die Arbeiter im Gleis sah, bremste auch er. Aufgrund des ungünstigen Verhältnisses von Masse des Zuges und der geringen, ausgeübten Bremskraft hatte das nur geringen Erfolg. Die Vorspannlokomotive entgleiste mit einem Radsatz, weil das Gleis nach Auswechseln eines Schienenstücks noch nicht wieder gestopft war und nachgab. Die Lokomotive blieb sonst aber noch 600 Meter bis zur ersten Weiche des Bahnhofs Rednal im Gleis. In der Weiche aber blieb die Lokomotive hängen, kippte um und ließ nun auch die Folgefahrzeuge entgleisen. Ihr Tender blockierte den Weg für den folgenden Zug, der auf das Hindernis aufrutschte. Das hohe Gewicht dieses auf den Tender drückenden Zuges zertrümmerte die ersten vier Wagen vollständig und beschädigte 11 weitere schwer.

## Folgen
13 Menschen starben, darunter Lokomotivführer und Heizer der vorderen Lokomotive. 30 weitere Menschen wurden darüber hinaus verletzt.